# Stara Kamienica (gromada)
Stara Kamienica – dawna gromada, czyli najmniejsza jednostka podziału terytorialnego Polskiej Rzeczypospolitej Ludowej w latach 1954–1972.
Gromady, z gromadzkimi radami narodowymi (GRN) jako organami władzy najniższego stopnia na wsi, funkcjonowały od reformy reorganizującej administrację wiejską przeprowadzonej jesienią 1954 do momentu ich zniesienia z dniem 1 stycznia 1973, tym samym wypierając organizację gminną w latach 1954–1972.
Gromadę Stara Kamienica z siedzibą GRN w Starej Kamienicy utworzono – jako jedną z 8759 gromad na obszarze Polski – w powiecie jeleniogórskim w woj. wrocławskim, na mocy uchwały nr 15/54 WRN we Wrocławiu z dnia 2 października 1954. W skład jednostki weszły obszary dotychczasowych gromad Stara Kamienica, Nowa Kamienica i Kamienica Mała ze zniesionej gminy Stara Kamienica w tymże powiecie. Dla gromady ustalono 17 członków gromadzkiej rady narodowej.
31 grudnia 1959 do gromady Stara Kamienica włączono wieś Antoniów ze znoszonej gromady Kwieciszowice w powiecie lwóweckim w tymże województwie.
1 stycznia 1960 do gromady Stara Kamienica włączono obszary zniesionych gromad Rybnica i Kopaniec w powiecie jeleniogórskim.
Gromada przetrwała do końca 1972 roku, czyli do kolejnej reformy gminnej. 1 stycznia 1973 w powiecie jeleniogórskim reaktywowano gminę Stara Kamienica.